# Verkehrsverbund Berlin-Brandenburg

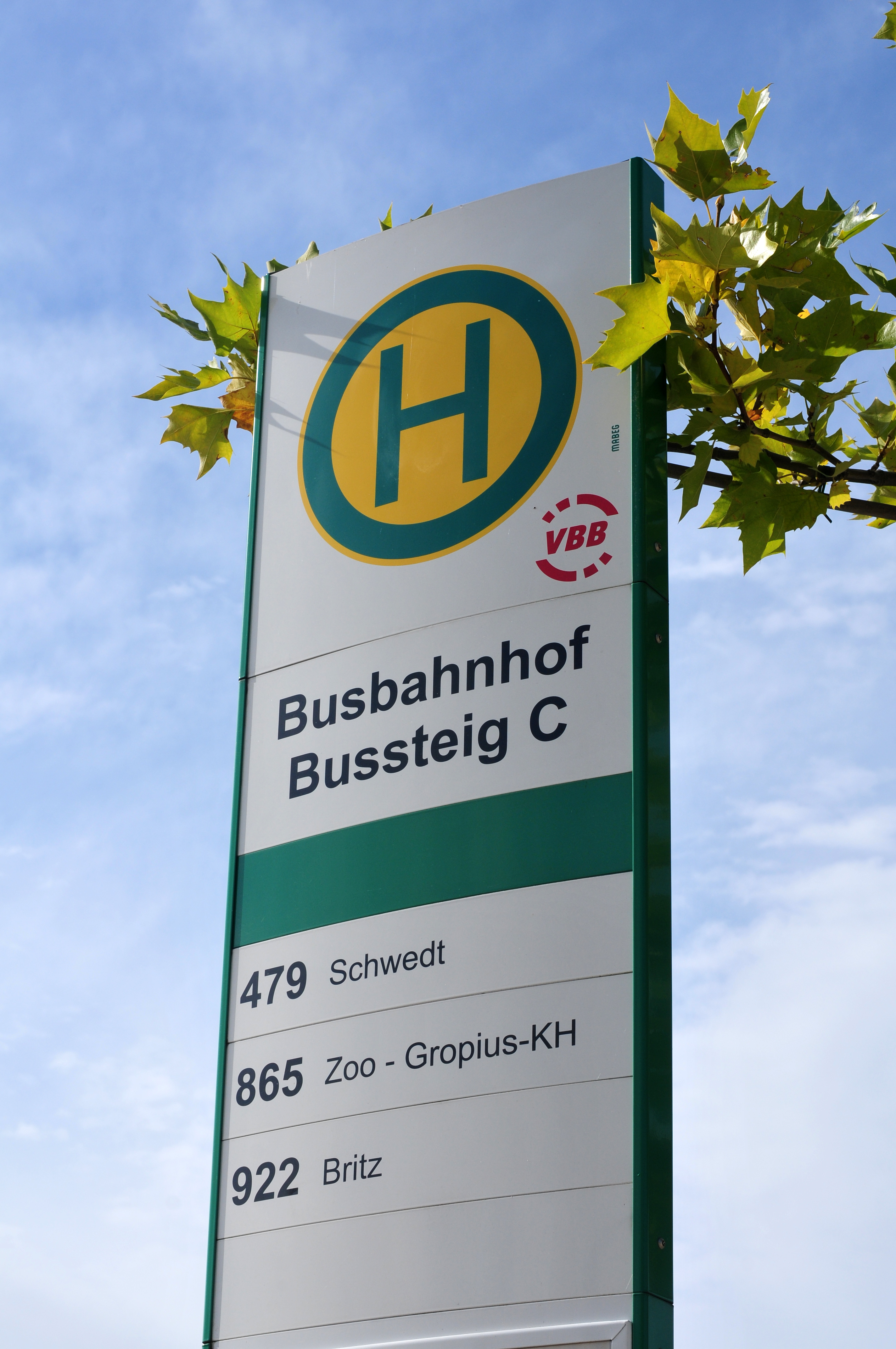

Verkehrsverbund Berlin-Brandenburg (VBB) (pol. Związek Komunikacyjny Berlin-Brandenburgia) – organizator publicznego transportu zbiorowego w Niemczech. Obejmuje przedsiębiorstwa transportu publicznego z Berlina i Brandenburgii. Jest to spółka z ograniczoną odpowiedzialnością, której właścicielami są landy Berlin i Brandenburgia (33 i 1/3% udziałów każdy) oraz 18 miast Brandenburgii z udziałem 1,85% każde.
Związek został utworzony 30 grudnia 1996 r. i jest największym pod względem wielkości związkiem transportowym na świecie, obejmuje obszar 30 367 km² z blisko 6 mln mieszkańców. Wspólna taryfa biletowa została uruchomiona 1 kwietnia 1999 r. W 2005 roku liczba przewiezionych pasażerów wyniosła 1,23 miliarda, co daje 3,37 mln pasażerów dziennie.

## Linie VBB
Przewoźnicy zrzeszeni w VBB obsługują następujące linie:
- 43 regionalne linie kolejowe
- 16 linii S-Bahn Berlin
- 9 linii berlińskiego metra
- 41 linii tramwajowych (26 Berlin, 15 Brandenburgia)
- 949 linii autobusowych (204 Berlin, 745 Brandenburgia)
- 2 linie trolejbusowe (Brandenburgia)
- 7 linii promowych (6 Berlin, 1 Brandenburgia)

## Współpraca
Związek Komunikacyjny Berlin-Brandenburgia jest zaangażowany we współpracę z podmiotami pasażerskiego transportu publicznego zachodnich województw Polski, m.in. jako partner wiodący Okrągłego Stołu Komunikacyjnego Partnerstwa-Odra. W ramach tej współpracy VBB wraz z polskimi partnerami stworzył różne transgraniczne oferty taryfowe, np. na relacjach ze Szczecinem i Gorzowem Wielkopolskim.